# Torre Waters
La Torre Waters est un gratte-ciel résidentiel de 232 mètres construit en 2011 à Panama. 